# Trish Salah
Pour les articles homonymes, voir Salah.
Trish Salah est une poétesse, militante et universitaire arabo-canadienne. Elle est l'autrice de deux recueils de poésie : Wanting in Arabic, publié en 2002 par TSAR Publications, et Lyric Sexology, Vol. 1, d'abord publié en 2014 par Roof Books, puis en 2017, dans une édition augmentée, chez Metonymy Press.

## Biographie
D'origines libanaise et irlando-canadienne, Trish Salah est née et a grandi à Halifax, en Nouvelle-Écosse. Après avoir obtenu son baccalauréat et un Master of Arts en anglais et en création littéraire de l'université Concordia, elle poursuit ses études de littérature anglaise en doctorat à l'Université York. Là, alors qu'elle travaille en tant que professeure adjointe, elle s'engage également au sein du Syndicat canadien de la fonction publique et devient la première représentante transgenre à siéger au Comité national du triangle rose. Désormais professeure associée dans le département d'études de genre de l'université Queen's, Trish Salah occupait auparavant un poste de professeure d'études des femmes et de genre à l'université de Winnipeg.
Que ce soit dans ses œuvres poétiques ou ses recherches universitaires, Trish Salah s'intéresse particulièrement aux expériences transgenres et transsexuelles et à la dimension politique de celles-ci ; à l'identité et la culture de la diaspora arabe ; à l'antiracisme ; aux politiques du queer ainsi qu'à la justice économique et sociale. S'agissant de ses poèmes uniquement, Trish Salah utilise des formes tant lyriques qu'expérimentales.
Réédité en 2013, Wanting in Arabic remporte en 2014 le prix Lambda Literary for Transgender Fiction lors de la 26e édition des Lambda Literary Awards en 2014. En 2018, elle a été nommée finaliste du prix Dayne Ogilvie pour les écrivains LGBTQ canadiens.

## Œuvres notables

### Livres
- (en) Lyric Sexology, Vol. I, New York, Roof Books, 2014.
- (en) Wanting in Arabic, Toronto, Mawenzi House, 2002.

### Revues littéraires et scientifiques
- (en) « Arc Poetry Magazine », Polymorphous per Verse: Special Issue on Trans, Two Spirit and Non-Binary Writers, no 94,‎ hiver 2021.
- (en) « Transgender Studies Quarterly », Special Issue on Trans Cultural Production, no 1.4,‎ 2014.
- (en) « Canadian Review of American Studies », Special Issue on Anne Marie MacDonald's Fall on Your Knees, no 35.2,‎ 2005.

### Articles scientifiques
- (en) « What Does Tiresias Want? », TSQ: Transgender Studies Quarterly, no 4.4,‎ automne 2017, p. 632-638.
- (en) « Time Isn't After Us': Some Tiresian Durations », Somatechnics, no 7.1,‎ mars 2017, p. 16-33.
- (en) « Backlash to the Future: Re/Inscribing Transsexuality as Fundamentalism », Topia: Canadian Journal of Cultural Studies, no 25,‎ printemps 2011, p. 212-222.
- (en) « In Lieu of Transgender Poetics », Eichorn, Kate et Barbara Godard (ed.). Open Letter, no 13.9,‎ été 2009, p. 34-36.
- (en) « After Cissexual Poetry », Aufgabe: Journal of Poetry, Brolaski, Julian, no 8,‎ été 2009, p. 282-298.

### Chapitres de livres
- (en) « Returning to Schreber: Trans Literature as Psychoanalysis », Current Critical Debates in the Field of Transsexual Studies, New York, Routledge,‎ 2018, p. 169-180.
- (en) « Reflections on Trans Organizing, Trade Unionism and Radical Communities », Trans Activism in Canada: A Reader, Toronto, Canadian Scholar's Press,‎ 2014, p. 149-167.
- (en) « From Fans to Activists: Popular Feminism enlists in 'The War on Terror' », Muslim Women, Transnational Feminism and the Ethics of Pedagogy: Contested Imaginaries in post-9/11 Cultural Practice, Routldege,‎ 2014, p. 152-171.
- (en) « Working for Change: Sex Workers in the Union Struggle (avec J. Clamen et K. Gillies) », Selling Sex: Canadian Academics, Advocates and Sex Workers in Dialogue, Vancouver, University of British Columbia Press,‎ 2013, p. 113-129.
- (en) « Notes Towards Thinking Transsexual Institutional Poetics », Trans/acting Culture, Writing and Memory: Essays in Honour of Barbara Godard, Waterloo, Wilfrid Laurier Press,‎ 2013, p. 167-189.
- (en) « An-Identity Poetics and Feminist Artist-Run Centers/La poétique de l'anidentité et les centres d'artistes féministes autogérés », Féminismes électriques, Montréal, Les éditions du remue-ménage / La Centrale Gallerie Powerhouse,‎ 2012, p. 81-106.